# Collection archéologique Joseph Bérubé
La collection archéologique Joseph Bérubé est une institution muséale située à Gallichan dans la MRC d'Abitibi-Ouest en Abitibi-Témiscamingue. Située dans l’ancien presbytère de Gallichan, la Collection de Joseph Bérubé met en valeur des pièces archéologiques découvertes aux alentours du lac Abitibi dans cinq sites d’occupation anicinabe, dont celui d’un poste de traite français. Dans ses présentoirs sont exposées plusieurs trouvailles variées de monsieur Bérubé comme des pointes de flèches, des pipes, des grattoirs, des colliers et des haches.
Au deuxième étage se trouvent plusieurs artéfacts de la région datant des années 1930 et 1940. Plusieurs de ces objets sont liés aux pratiques de la vie quotidienne.

## Histoire
La municipalité de Gallichan, située près de la rivière Duparquet et du lac Abitibi, a été pendant des millénaires un lieu occupé par les Abitibiwinnik de la Première Nation anicinabe.
À la pointe Apitipik au lac Abitibi, les Abitibiwinnik se rencontraient à chaque été pour commercer et tisser des liens sociaux. La pointe Apitipik, ce lieu d'une très grande importance historique, fut aussi un site d'établissement de plusieurs postes de traite de fourrure, à partir de 1686. En 1997, la pointe Apitipik fut désigné lieu historique national du Canada.
Dès 1922, des colons s'établirent à Gallichan. En 1925, François Gallichan de L'Islet fit construire un moulin sur l'île en face du village. La municipalité de Gallichan fut officiellement fondée en 1937.
C'est au cours des années 1960 que Joseph Bérubé constitua sa collection archéologique après plusieurs fouilles autour du lac Abitibi. Il découvrit notamment le site Pano, datant de 1720.
Au décès de Monsieur Bérubé, la collection fut remise à la Municipalité de Gallichan. Pendant quelques années, sa collection fut exposée à la bibliothèque municipale de Gallichan.
Dès 1998, la collection de Joseph Bérubé fut exposée au presbytère. En 2003 débutèrent les travaux du presbytère pour l'exposition de la collection archéologique de Joseph Bérubé tout en y mettant en place le Café des Rumeurs.

## Protection et mise en valeur
L'institution est gérée et administrée par la Société d'histoire et d'archéologie d'Abitibi dont le conseil d'administration se compose de Valérie Larochelle, Émilien Larochelle, Luc Adam, Roxanne Lauzon Rankin et François Larouche.
L'organisme fait également partie du Réseau muséal de l'Abitibi-Témiscamingue (RMAT). Ce dernier lui a attribué un sceau de qualité, le Label Muséo-Famille, pour les nombreux services qu'il offre aux familles en visite.
Au cours de l'été, ce lieu offre aux touristes des visites guidées. Les visiteurs peuvent également y louer des kayaks, des planches à pagaies et des pédalos pour emprunter la rivière Duparquet menant au lac Abitibi.